# Armoiries de Berlin

Blason de Berlin

Les armoiries du Land et de la ville de Berlin représentent l'ours berlinois. L'ours n'était pas le symbole de la ville depuis le début. Pendant plusieurs siècles, l'ours a partagé le sceau et les armoiries avec les aigles de Brandebourg et de Prusse. La raison pour laquelle les Berlinois ont choisi l'ours comme animal héraldique ne peut pas être clairement clarifiée en raison du manque de documents. La conception des sceaux et des armoiries a été influencée en partie par des événements politiques et historiques. Le blason dans sa forme actuelle est valable depuis 1954. Les quartiers de la ville ont leurs propres armoiries en plus des armoiries de l'État qu'ils peuvent utiliser pour représenter les districts.

## Blasonnement des armoiries
Les armoiries de Berlin se blasonnent ainsi : 
« D'argent à un ours de sable en pied, lampassé et armé de gueules ; timbré d'une couronne d'or de cinq feuilles, le bandeau constitué d'une maçonnerie et une porte fermée. »

## Armoiries nationales
Les armoiries sont représentés à la Chambre des représentants, la Cour des comptes, le commissaire à la protection des données et à la liberté de l'information de Berlin, les tribunaux de Berlin et l'administration de Berlin. La représentation des armoiries à des fins artistiques, héraldiques et scientifiques ainsi qu'à des fins d'enseignement et d'éducation civique est autorisée à toute personne, à condition que cela ne soit pas fait d'une manière ou dans des circonstances préjudiciables au prestige ou à la dignité de l'emblème. Toute autre utilisation nécessite l'approbation du Département sénatorial de l'intérieur.

## Histoire et signification

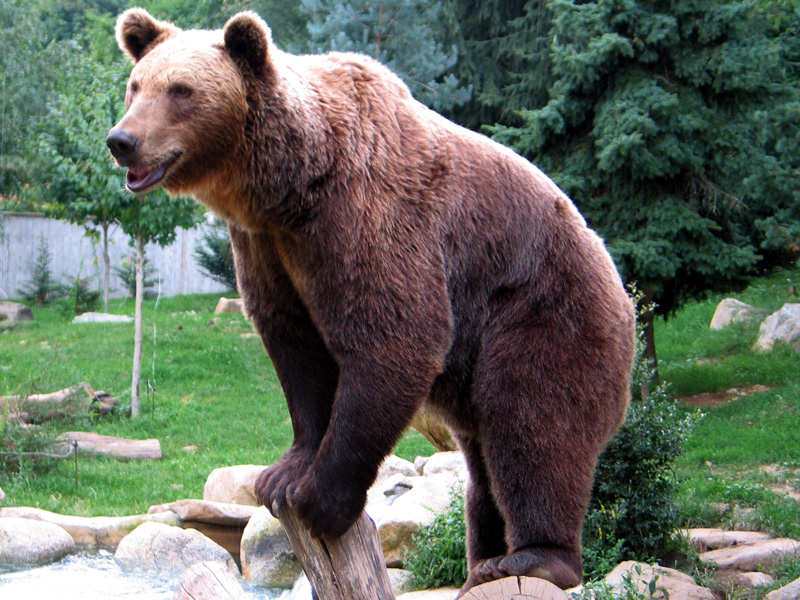
Un ours du Parc animalier des Pyrénées

Avec la multiplication des villes aux XIIe et XIIIe siècles, les villes ont dû acquérir des sceaux et des armoiries pour sceller ou certifier des documents officiels tels que des décrets, des contrats et des accords. L'attribution des scellés et des armoiries incombait à l'État ou au propriétaire. À Berlin et Cölln, ainsi que dans les villes environnantes du Brandebourg, les margraves askaniens (Brandebourg) gouvernaient , dont le signe était l' aigle rouge. En tant que symbole du souverain, l'aigle rouge a dominé les sceaux et les armoiries des villes de la Sprée et de la Havel, comme Berlin et Cölln, avant que l'ours héraldique berlinois n'apparaisse sur la surface sphragistique héraldique .
Non seulement les pertes sont responsables du peu de documents sur Berlin, mais aussi d'une limitation de documents, utilisés uniquement pour les actes constitutionnels importants et les transactions juridiques. Les sceaux ont ensuite été volontiers coupés par les collectionneurs, mais ont également disparu naturellement, sont devenus cassants ou endommagés. La collection de sceaux du Musée de la Marche de Brandebourg a été perdu depuis la Seconde Guerre mondiale. En raison de ces pertes, il n'est pas possible d'indiquer exactement quand les scellés ont été utilisés pour la première fois et combien de temps ils ont été utilisés. Les événements politiques en particulier ont façonné le développement des sceaux et des armoiries de la ville de Berlin, dont certains reflètent l'histoire de la ville. Les dates de fondation et de création de Berlin et sa voisine Cölln ne sont pas documentées.
Le document le plus ancien, dans lequel la ville et sa voisine de Cölln est mentionnée, date du 28 octobre 1237: après une dispute de plusieurs décennies, les margraves Johann I et Otto III. décrètent dans ce document la mise en place d'une dîme dans leur pays, constituée d'un dixième des récoltes revenant à l'évêque de Brandebourg. Symeon plebanus de Colonia, Symeon le pasteur de Cölln est mentionné comme témoin. Le plus ancien document dans lequel Berlin est mentionné date du 26 janvier 1244 et se trouvait à Markee près de Nauen. En cela, les frères margraves renoncent au droit de prendre la succession des ecclésiastiques décédés en faveur du clergé de la cathédrale de Brandebourg. Symeon est à nouveau mentionné comme l'un des témoins, mais cette fois comme « prévôt de Berlin ». Les deux documents se trouvent aux archives de la cathédrale de Brandebourg.

## Galerie des sceaux et armoiries

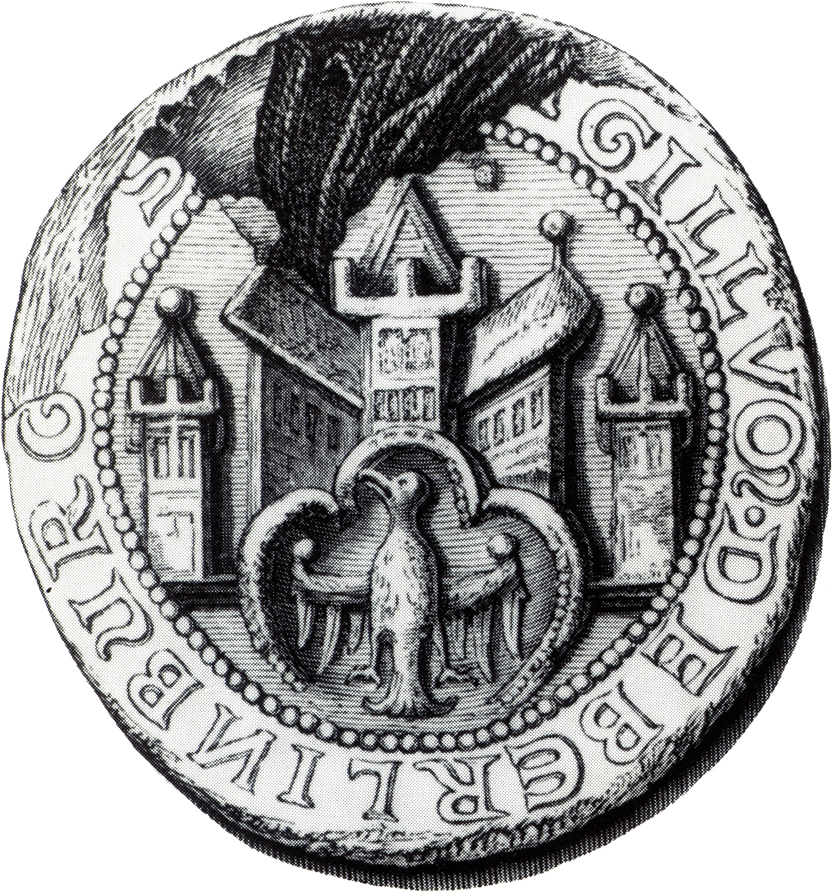
Sceau de 1253
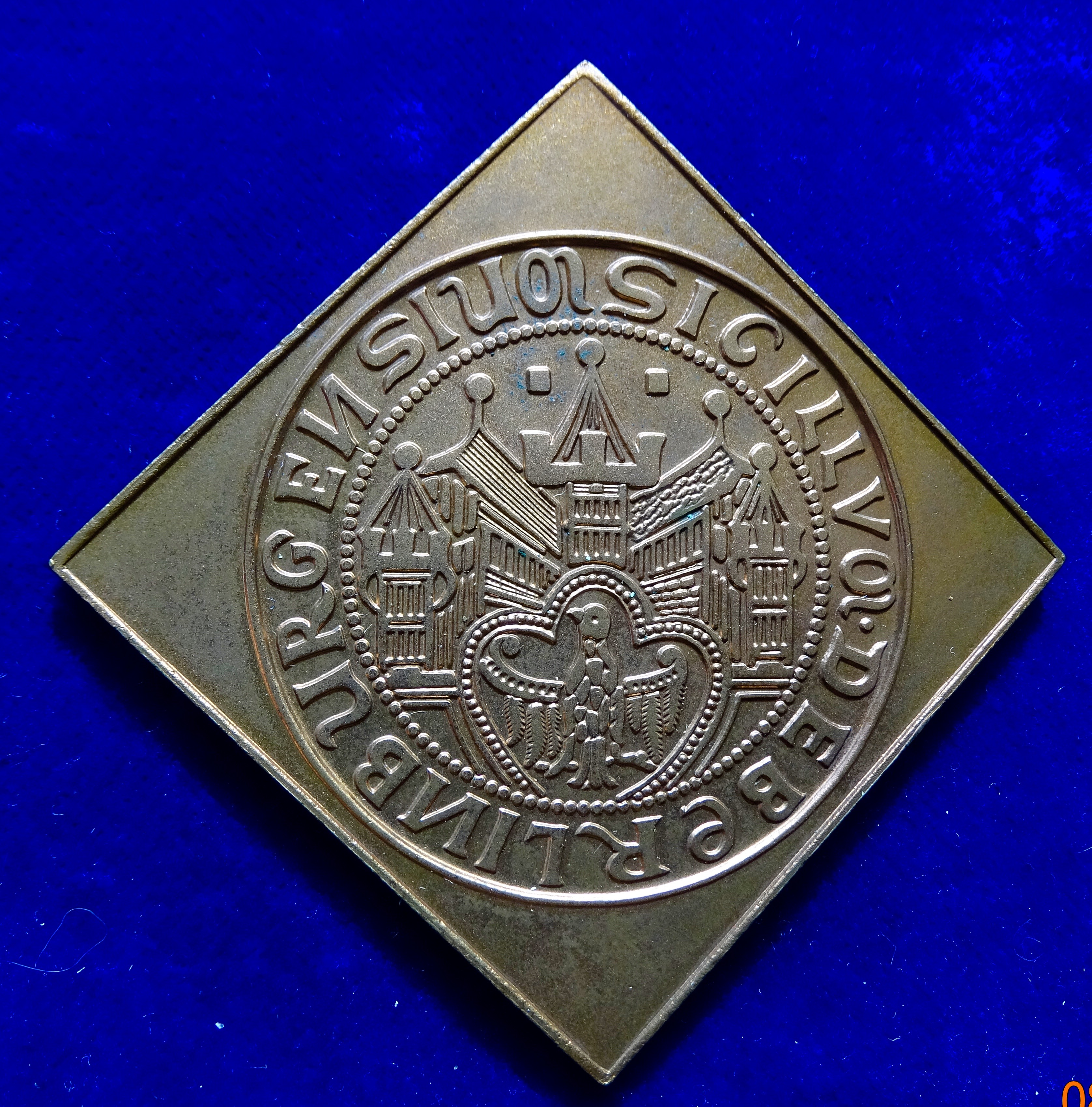
Sceau de la ville de Berlin à partir de 1253 sur le devant d'une falaise de l'Association culturelle allemande
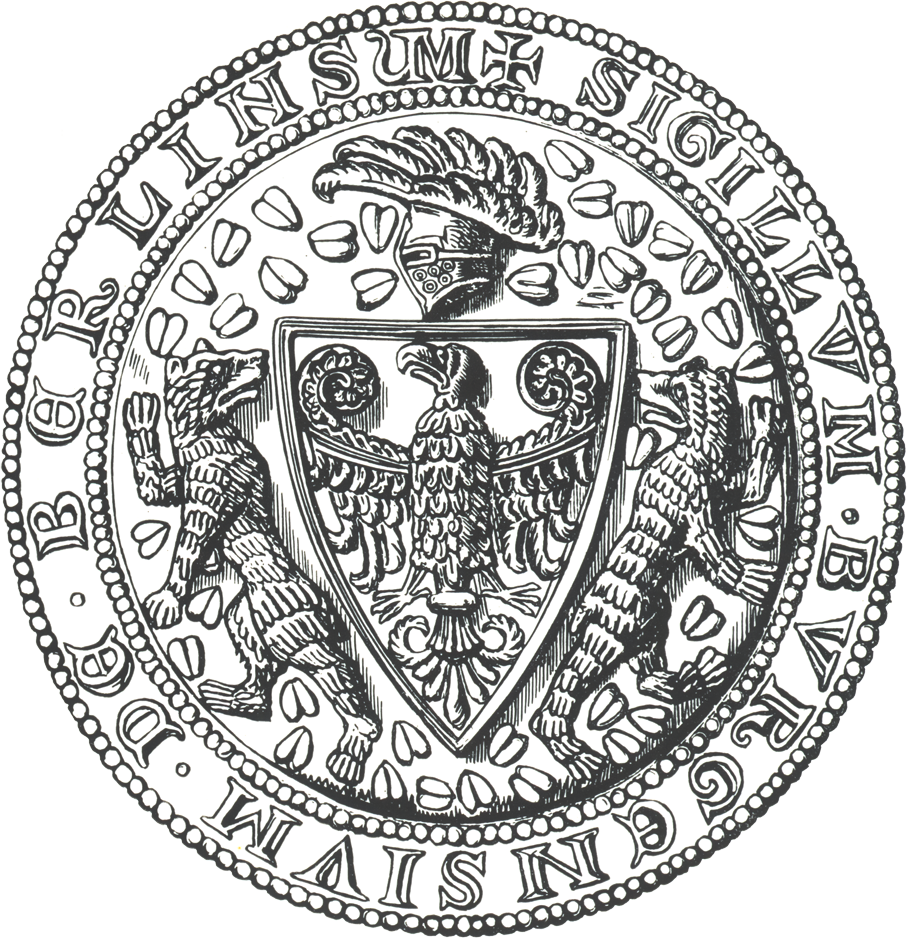
Sceau de 1280
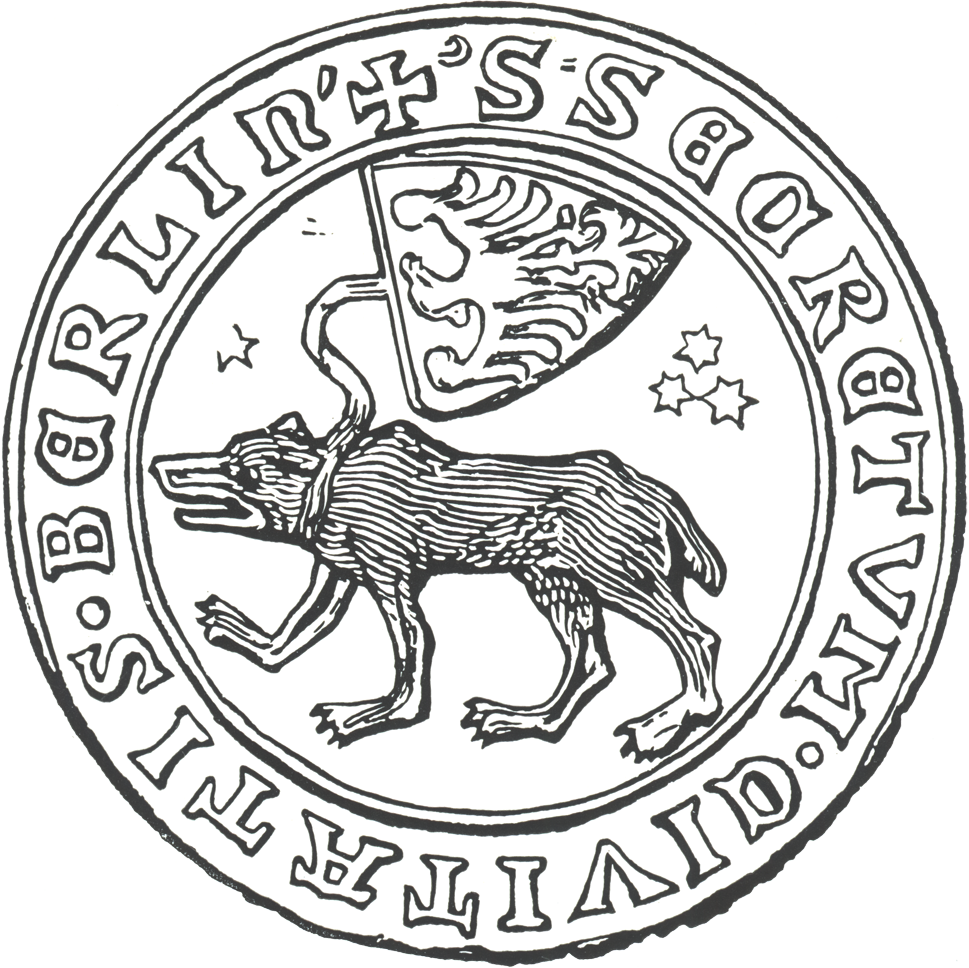
Sceau de 1338
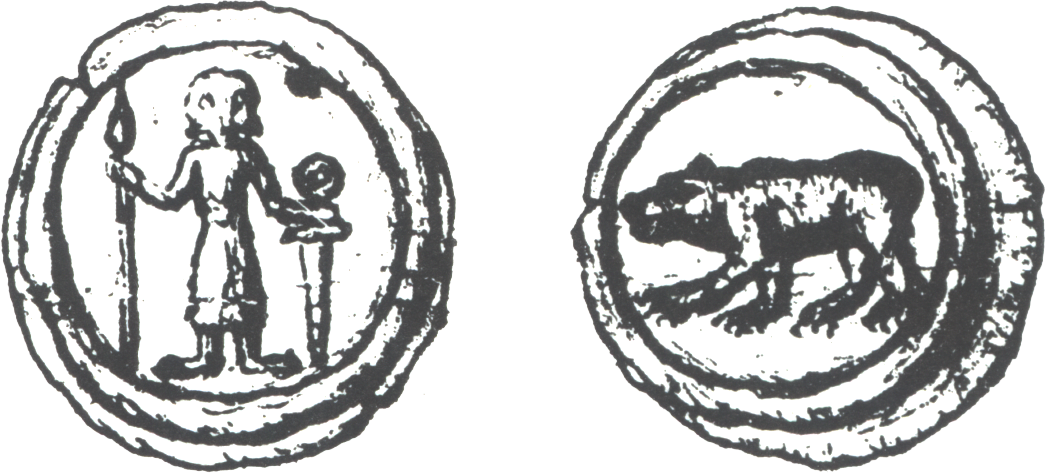
Silberpfennig de la pièce de Berlin de 1369, appelé penny perpétuel
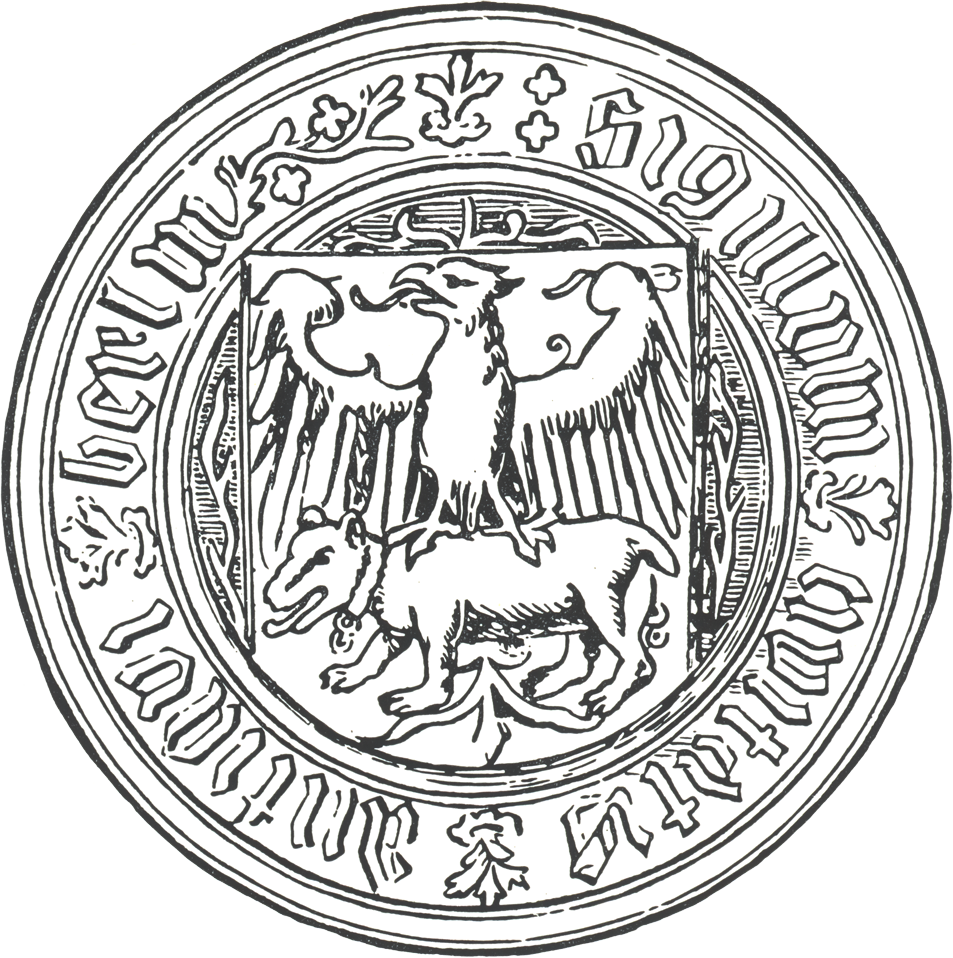
Sceau après 1448
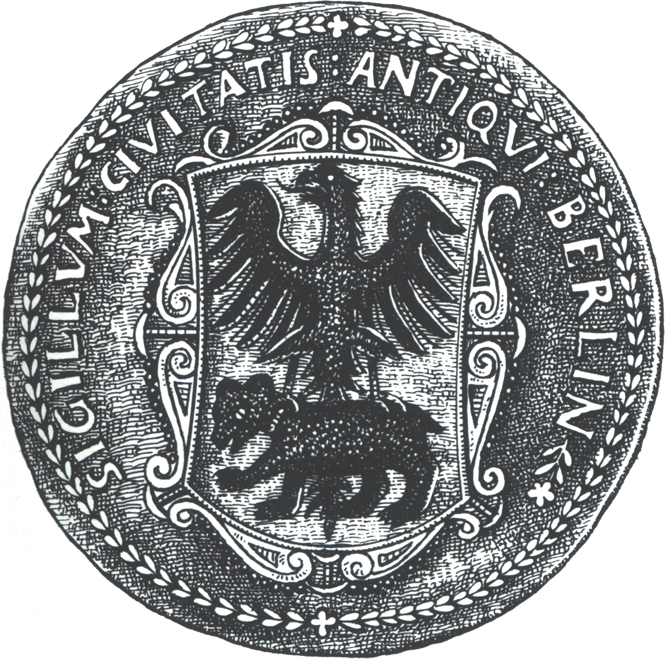
Sceau de 1700
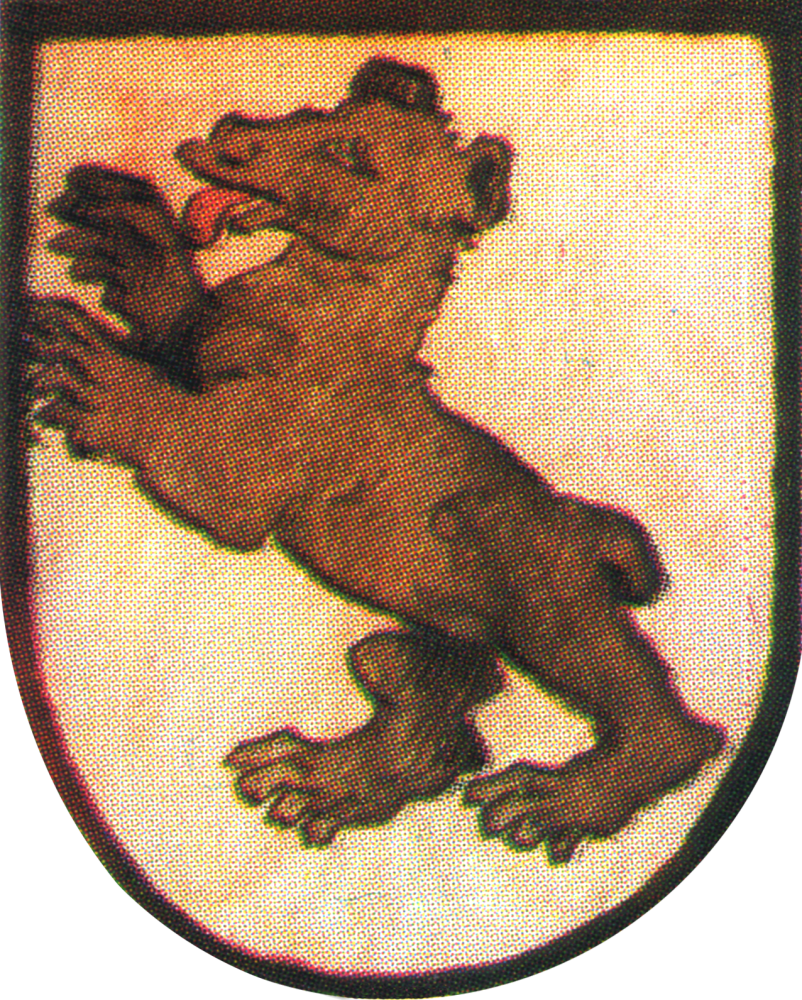
Blason du livre d'armoiries de Jörg Rugenn de 1492
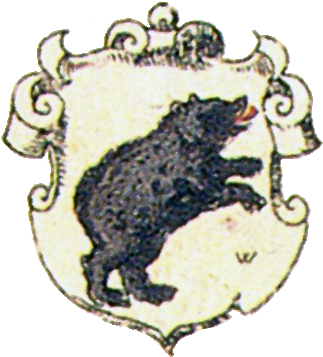
Blason du livre d'armoiries de Johann Siebmacher de 1605
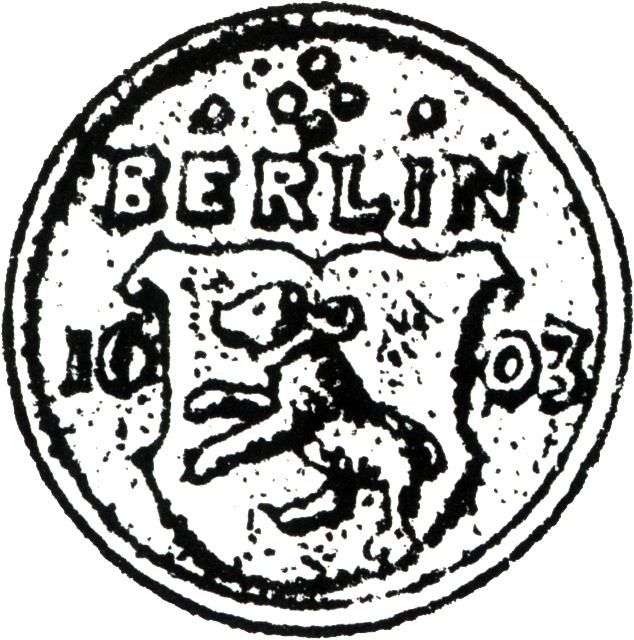
Chevalière de 1603
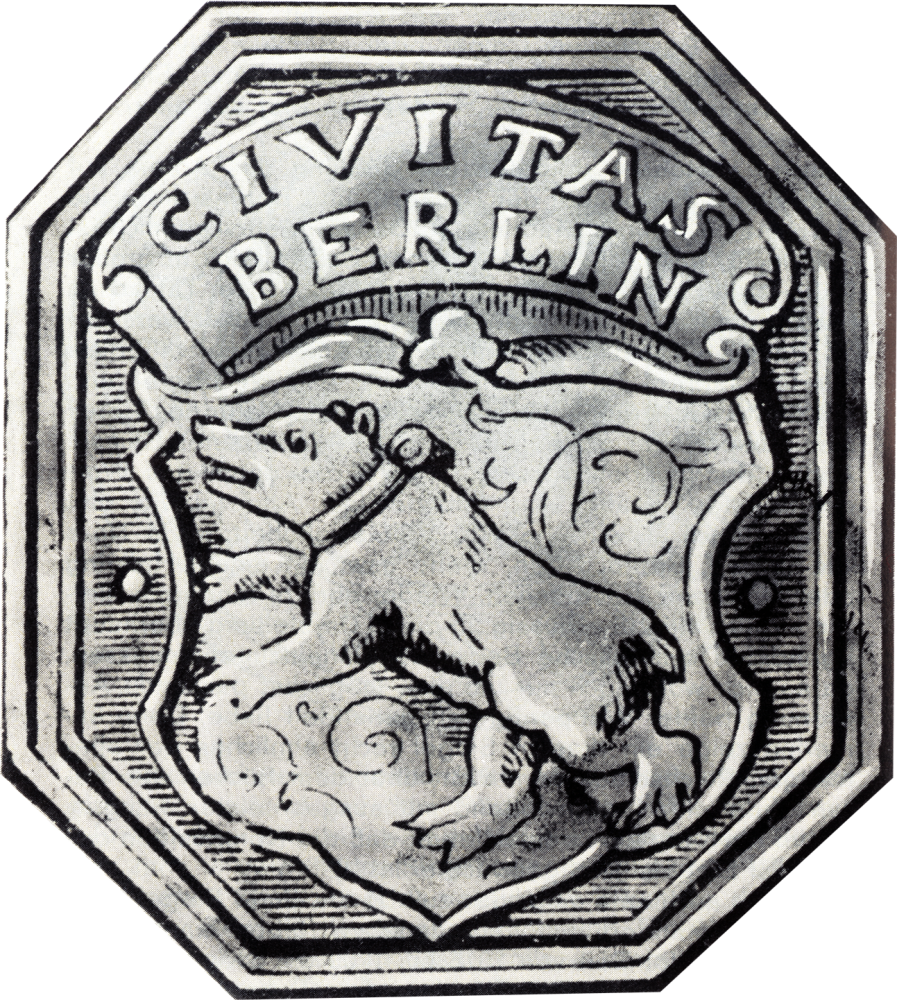
Sceau de 1618
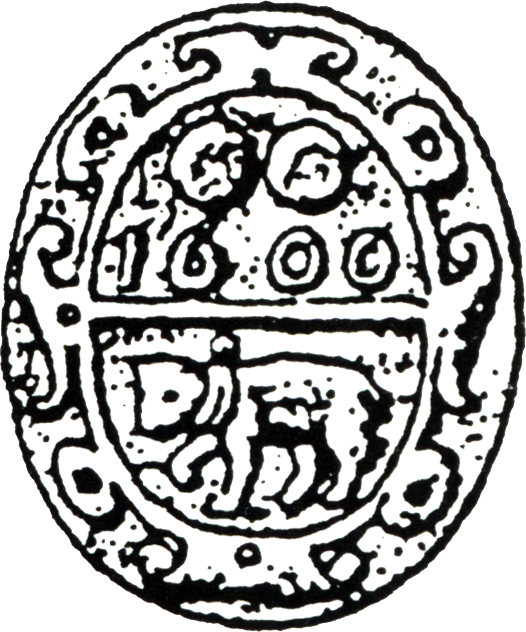
Eichstempel à partir de 1600
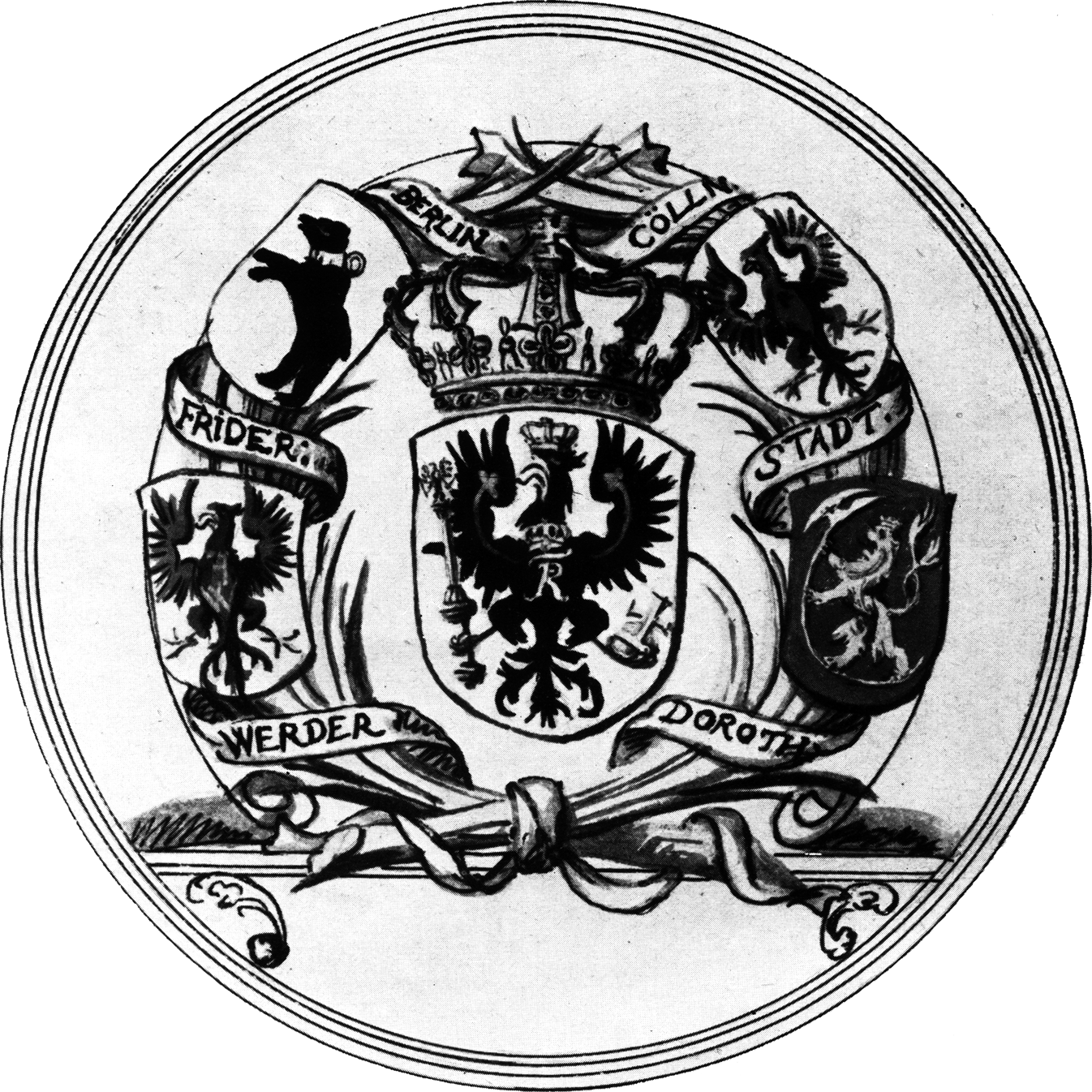
Projet de magistrat pour un nouveau sceau de toute la ville de Berlin, 1709
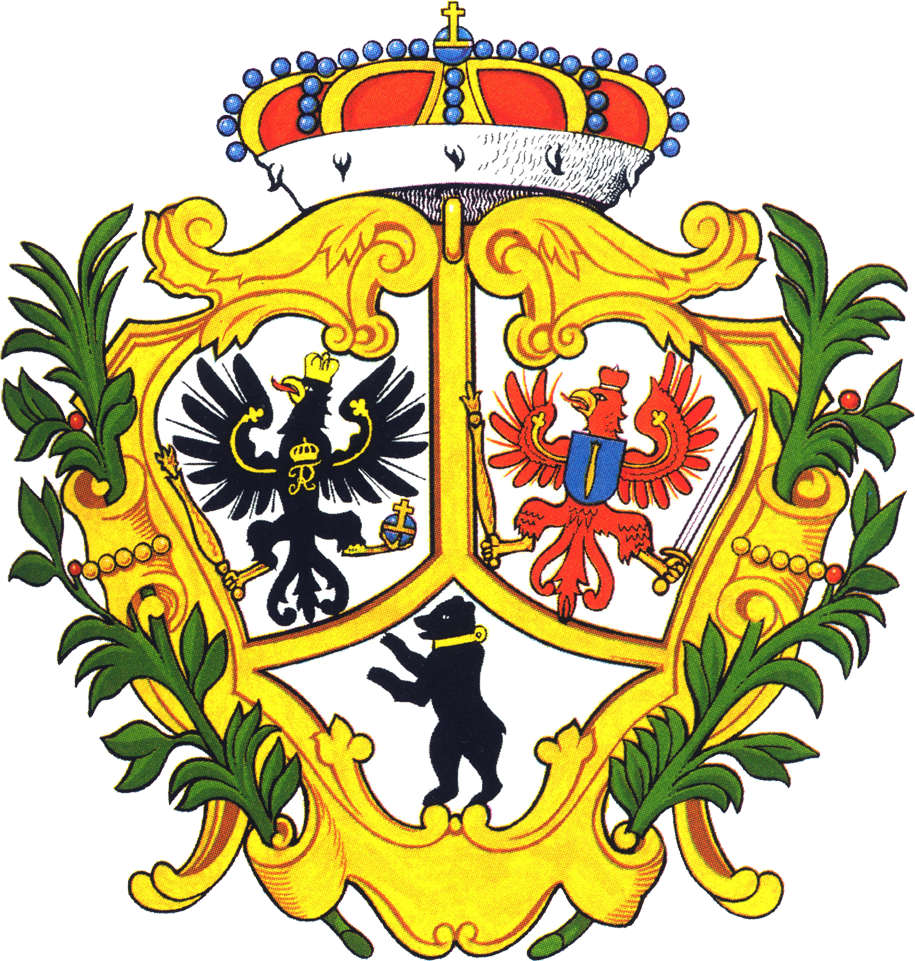
Grand blason de 1709
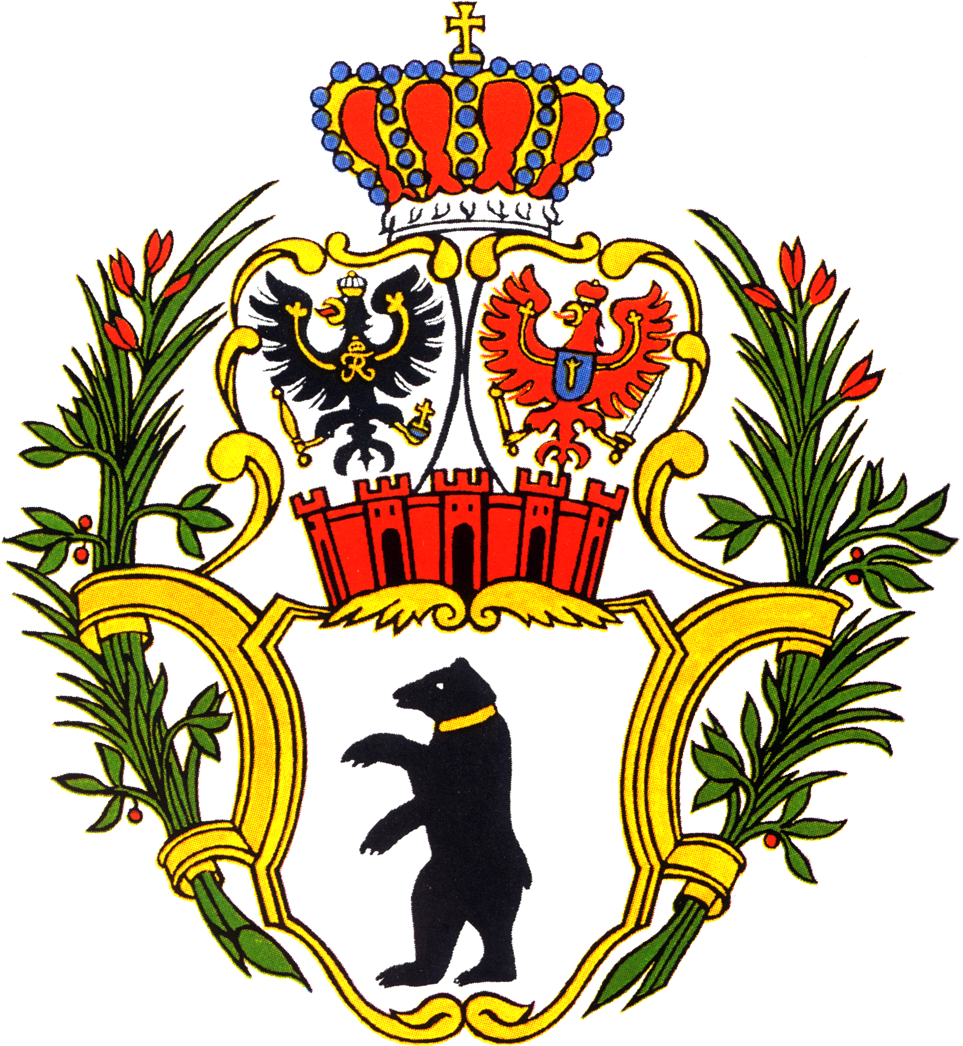
Grand blason de 1839 (Cette représentation montre une fausse couronne, il doit y avoir une couronne royale sur le bouclier.)
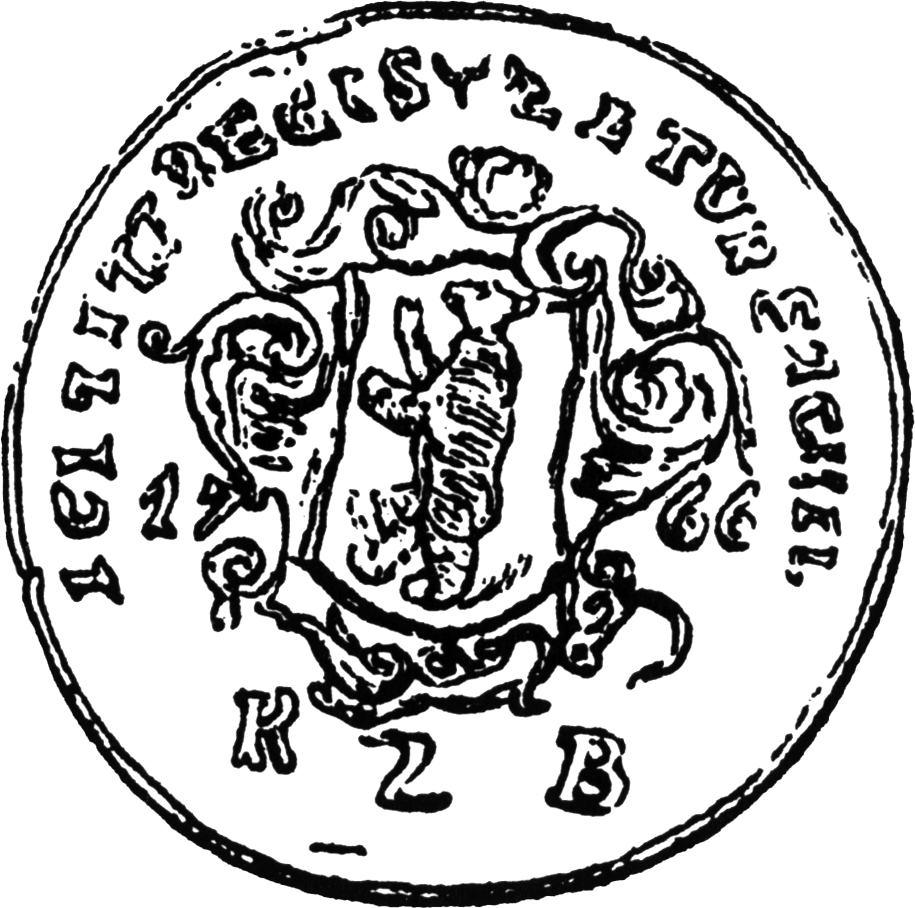
Sceau d'enregistrement de 1766
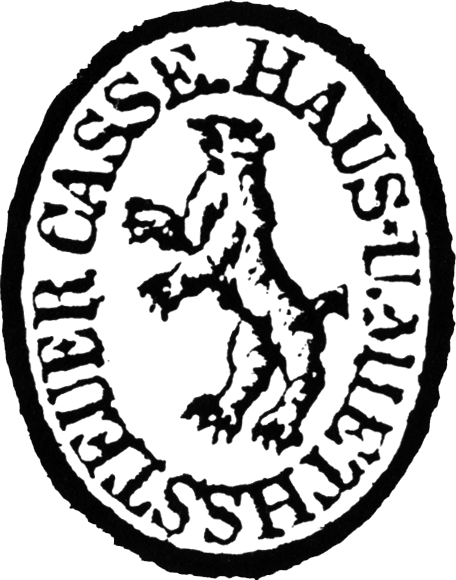
Sceau de la maison et fonds de taxe de location de 1831
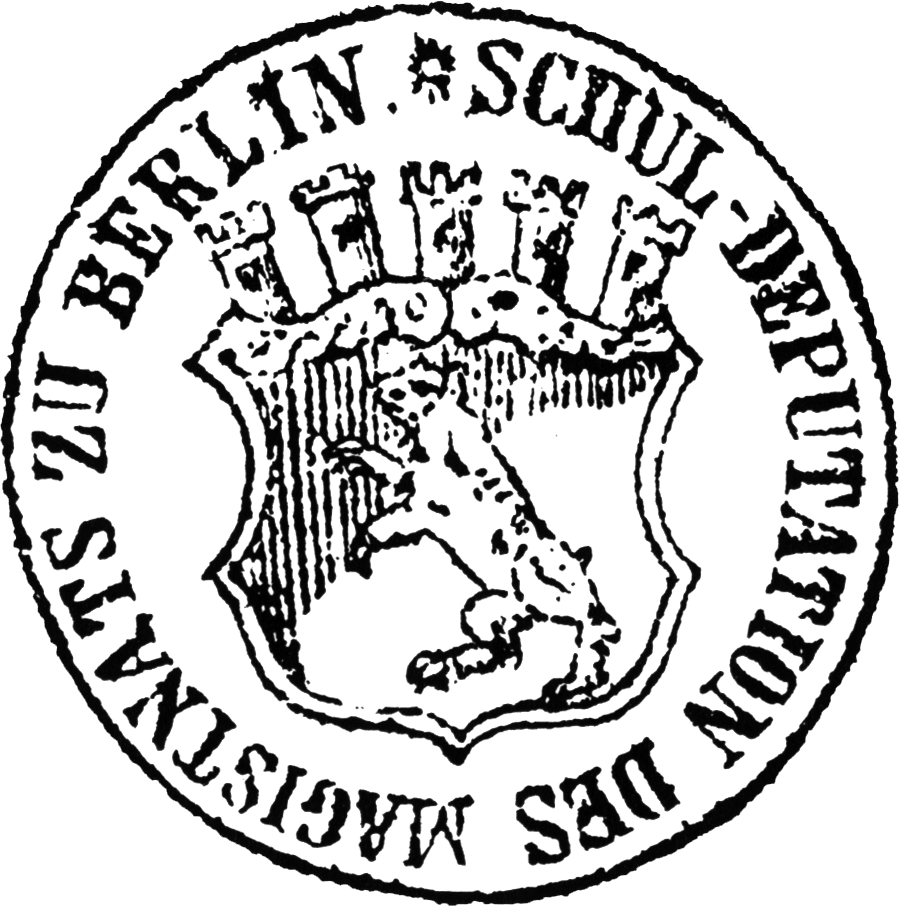
Sceau de la députation scolaire de 1846
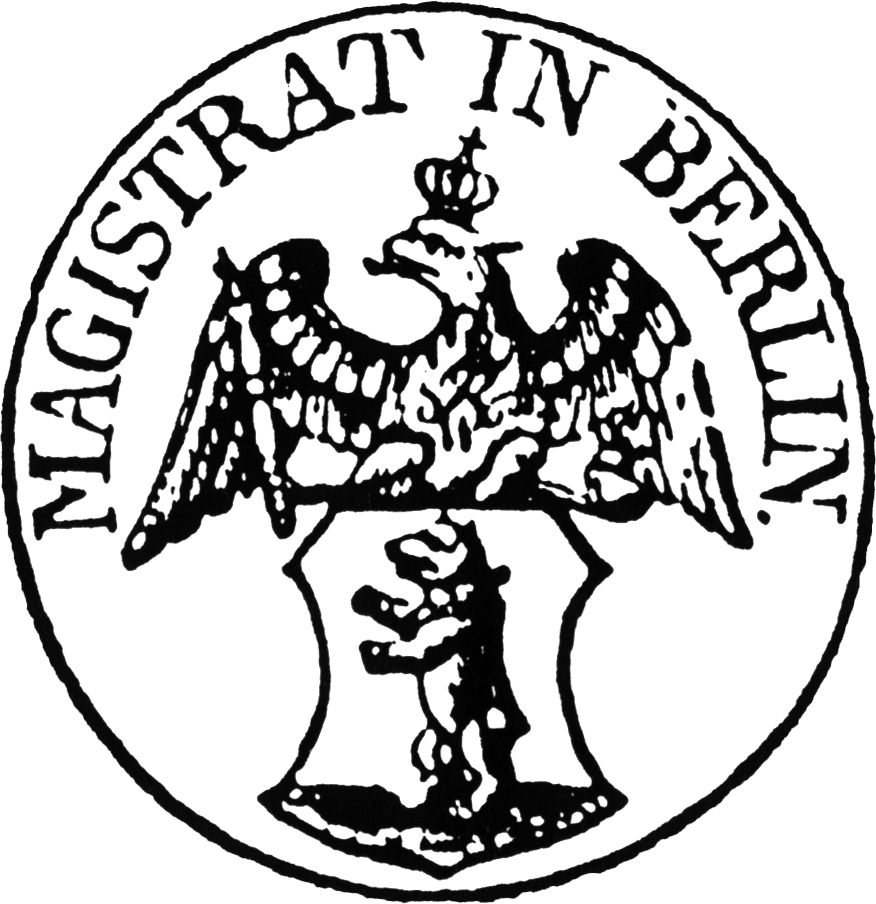
Sceau de magistrat de 1846
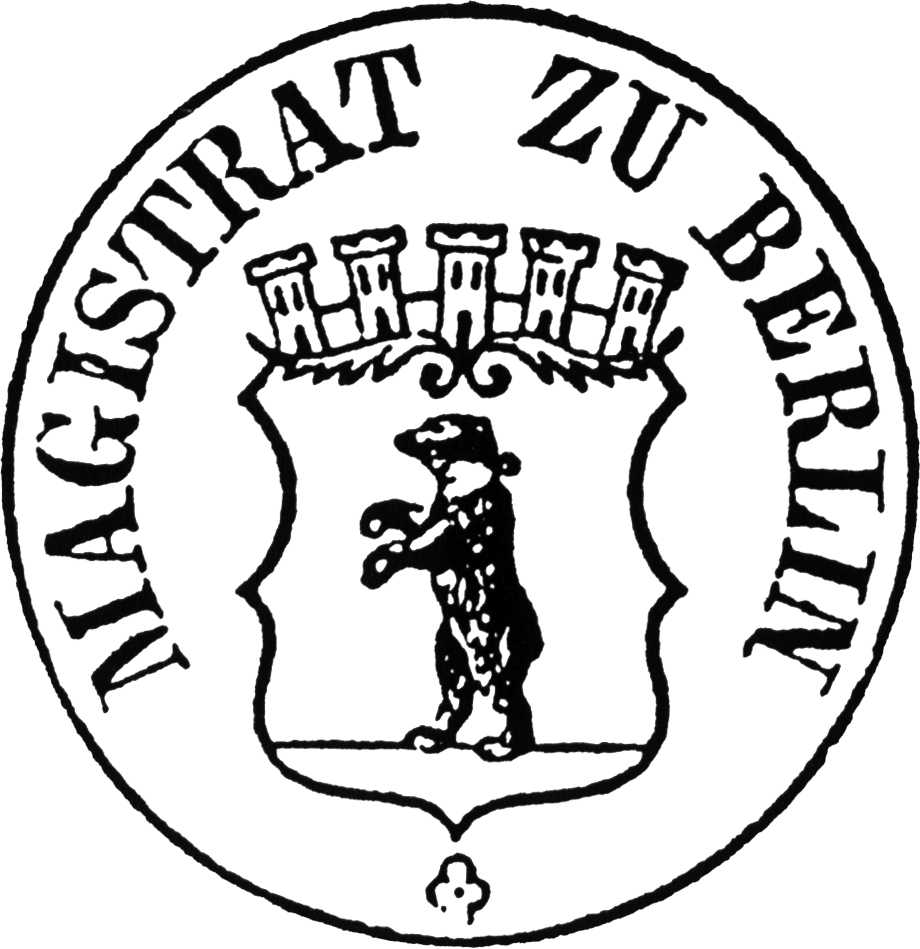
Sceau de magistrat de 1853
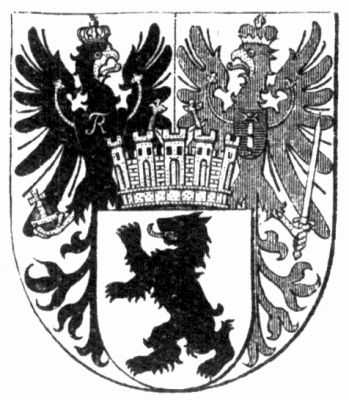
Armoiries de 1875
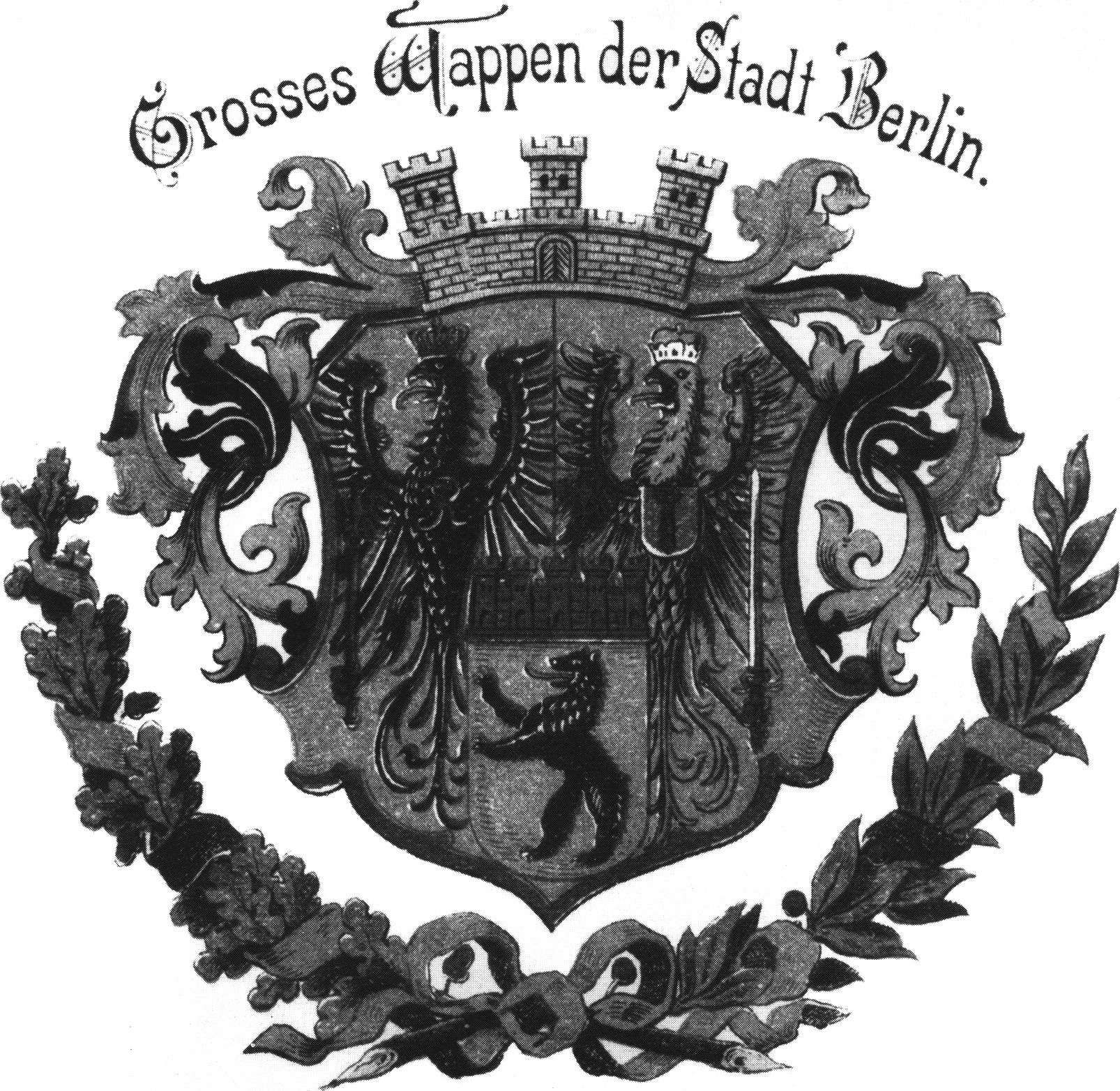
Grand blason de 1883
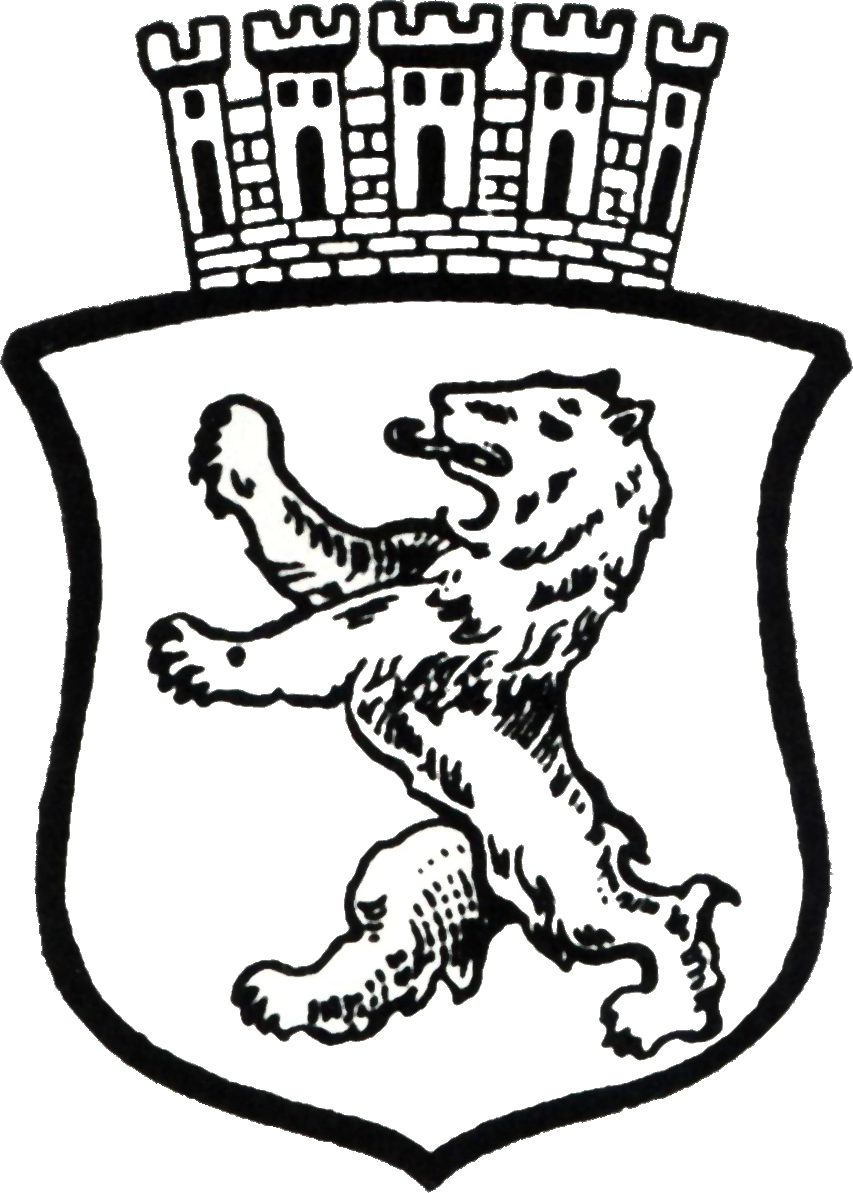
Petites armoiries de 1883
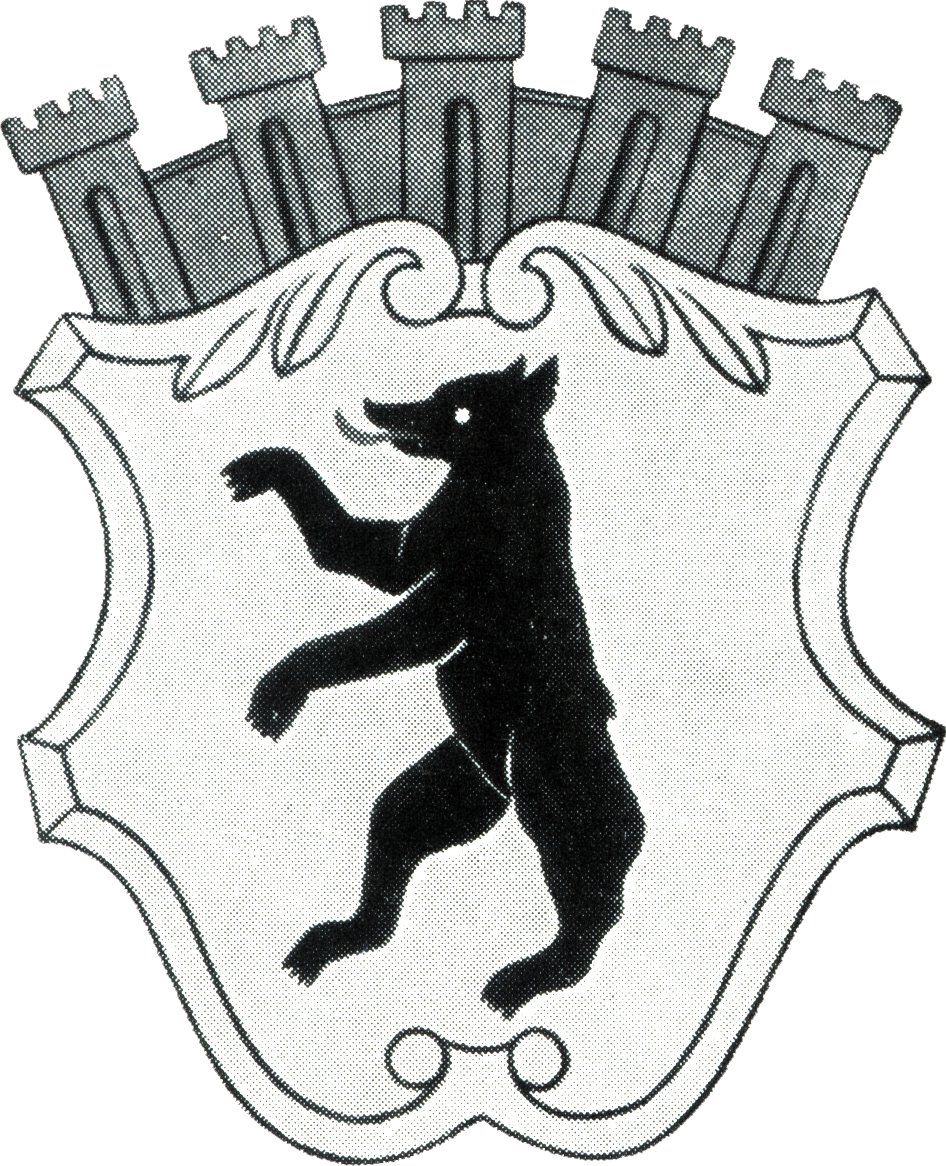
Armoiries de 1900
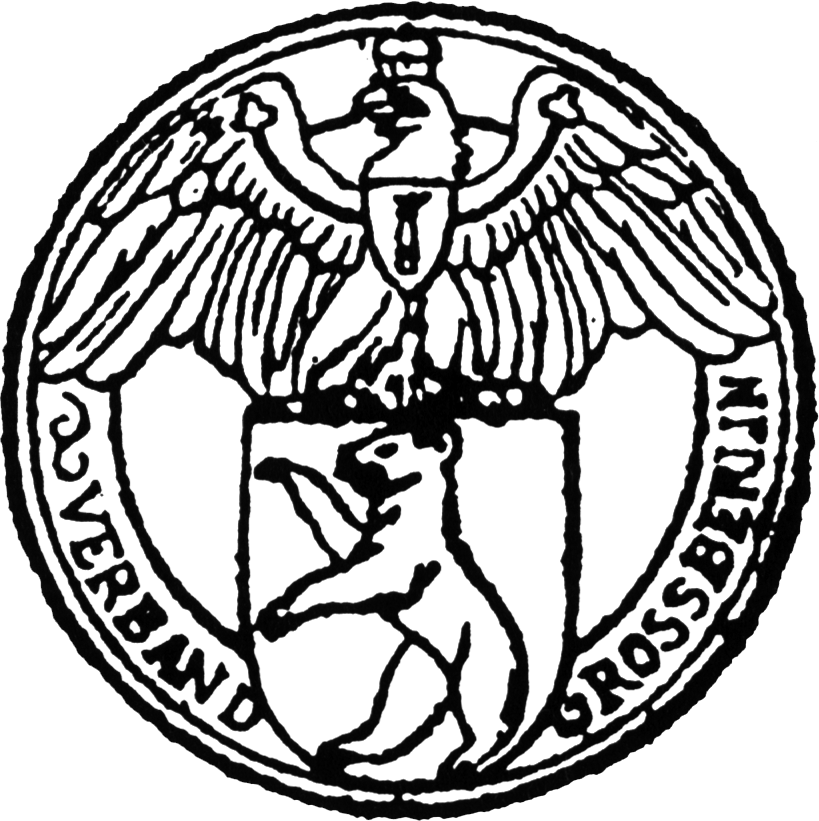
Sceau de l'Association du Grand Berlin 1912–1920
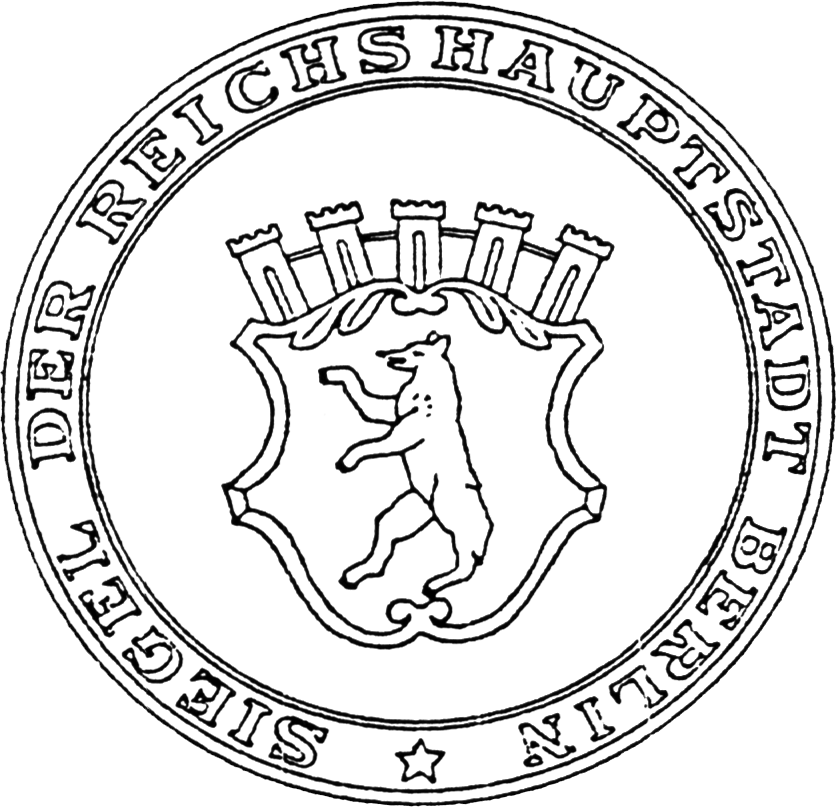
Sceau de la capitale impériale Berlin 1920
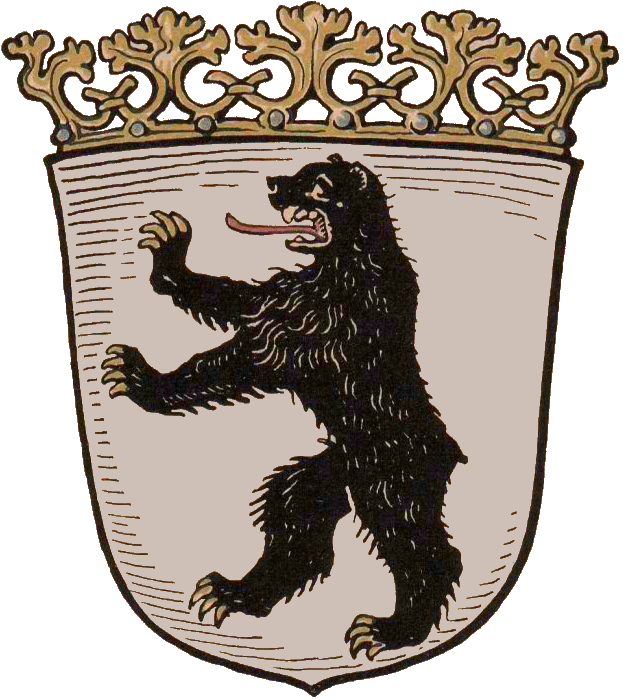
Armoiries de 1926
Armoiries de 1934, valables pour Berlin-Ouest jusqu'en 1954, à Berlin-Est jusqu'à la réunification de la ville en 1990
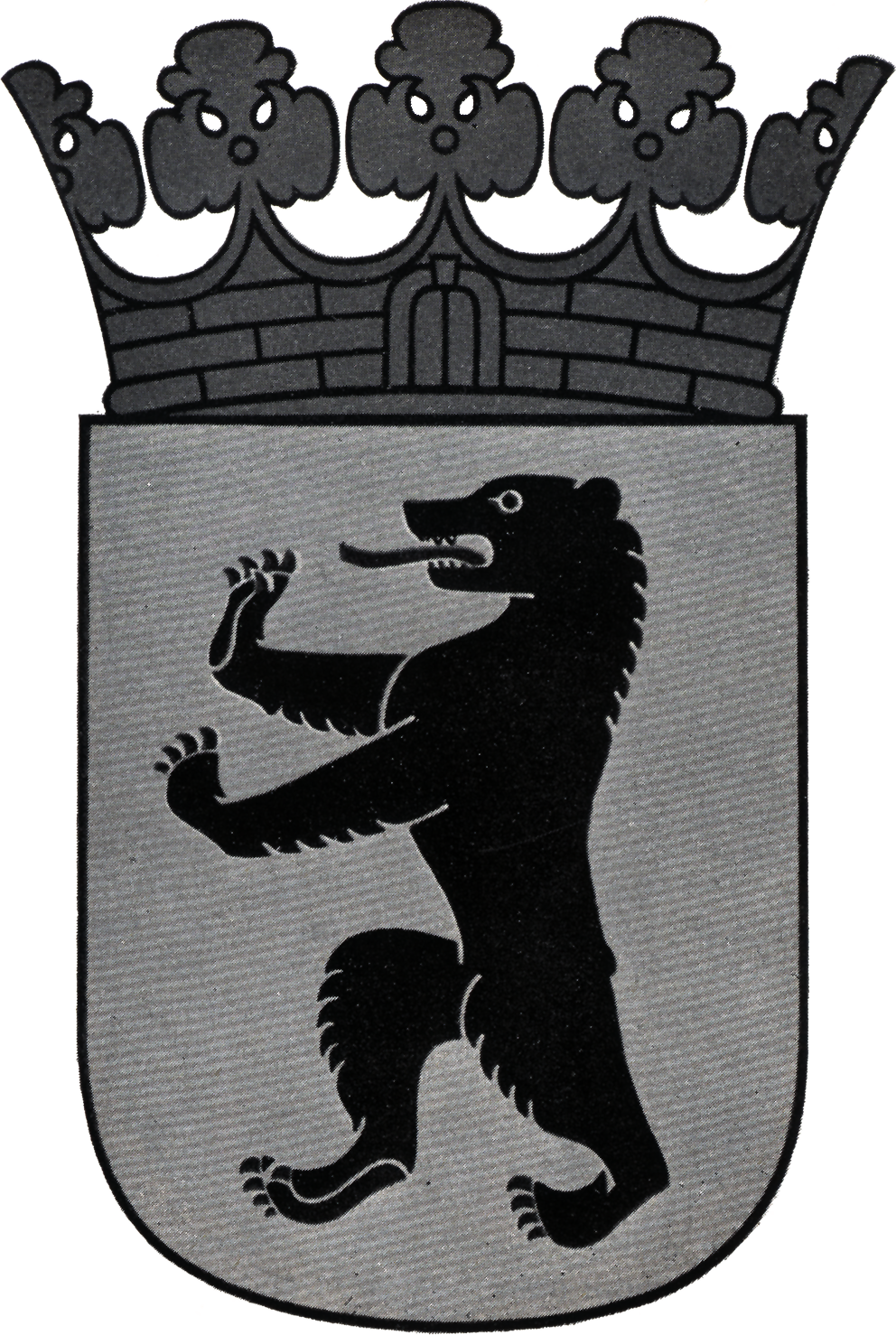
Design des armoiries de Richard Blank, 1952
Design officiel des armoiries depuis 1954
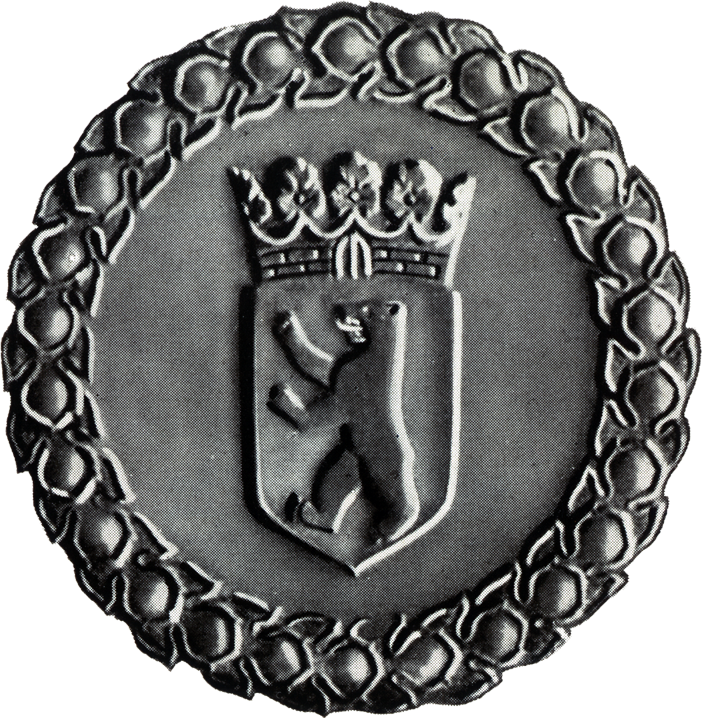
Sceau grand état
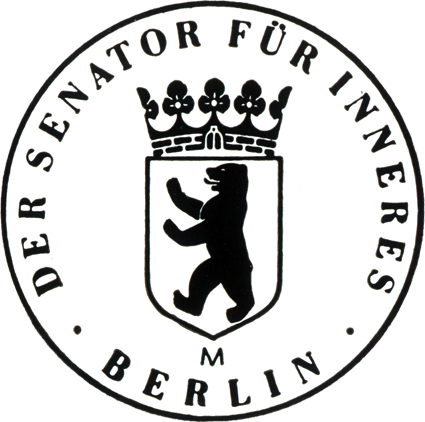
Petit sceau d'État du sénateur de l'intérieur
Noir et blanc
Country_symbol_of_Berlin_color
Argent
Couronne murale des armoiries de Berlin

## Voir aussi

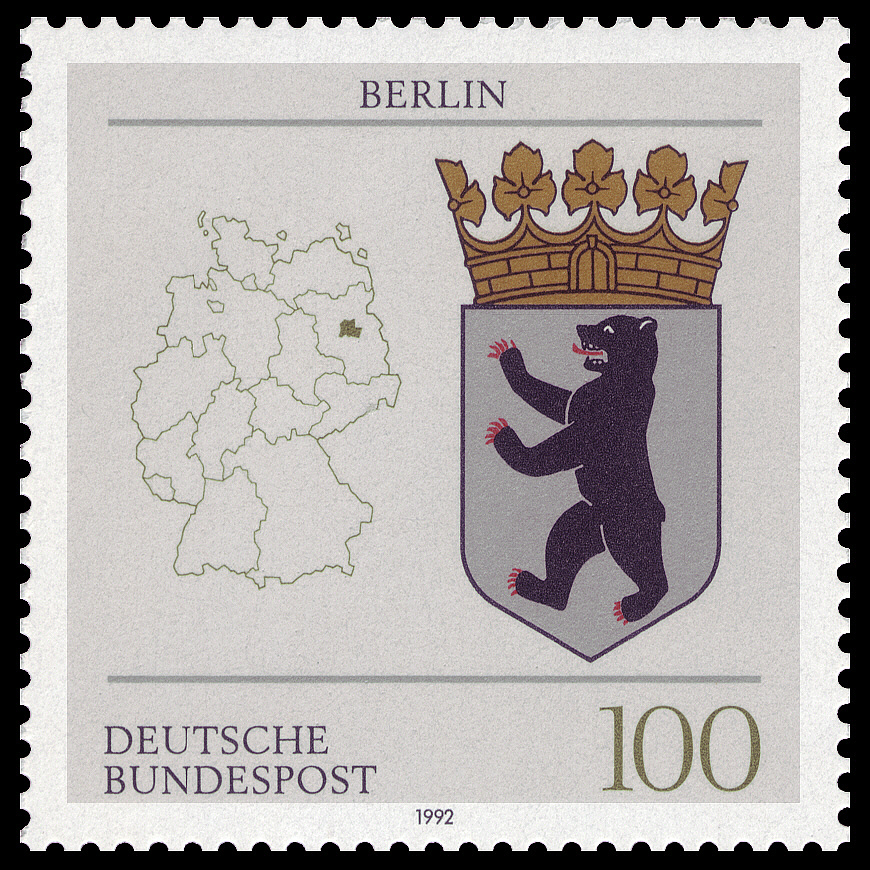
Timbre-poste de 1992 de la série: Armoiries des États fédérés d'Allemagne

## Littérature
- Ernst Fidicin : Les armoiries et les couleurs de la ville de Berlin. Berlin 1868.
- Hans J. Reichhardt: l'ours de Berlin. Petite histoire d'un symbole de la ville en sceau, armoiries et drapeau. Dans: Office de presse et d'information de l'État de Berlin (éd.): Berliner Forum. 2/79. Kupijai & Prochnow, Berlin 1979.
- Heinz Machatscheck: Quand l'ours héraldique est né. Berlin-Information, Berlin 1987,  (ISBN 3-7442-0005-1).
- Werner Vogel : Berlin et ses armoiries. Ullstein, Berlin 1987,  (ISBN 3-550-07818-8).
- Jutta Schneider: nouveau blason pour Berlin. Dans: Berlinische mensuel. 4e année, volume 2, février 1995, p. 73-74. Edition Luisenstadt, Berlin 1995,  (ISSN 0944-5560) .
- Bernd DW Unger: l' ours de Berlin. Une incursion dans l'histoire et le présent. Waxmann, Münster 2000,  (ISBN 3-89325-990-2).
- Ministère fédéral de l'intérieur (éd.): Armoiries et drapeaux de la République fédérale d'Allemagne et de ses États fédérés. Carl Heymanns, Bonn / Cologne / Berlin 1956.
- Wolfgang Schneider: Berlin. Une histoire culturelle en images et documents. Gustav Kiepenheuer, Leipzig et Weimar 1983.
- Roland Bauer: Berlin. Chronique illustrée jusqu'en 1870. Volume 1. Dietz Verlag, Berlin 1988,  (ISBN 3-320-00831-5).
- Centre fédéral d'éducation politique (éd.): Armoiries et drapeaux de la République fédérale d'Allemagne et de ses pays. 2e édition révisée. Impression Merkur Mayer, Bonn 1990,  (ISBN 3-89331-010-X) .
- Centre fédéral d'éducation politique (éd.): Armoiries et drapeaux de la République fédérale d'Allemagne et de ses pays. 3e édition révisée et augmentée. Magdeburger Druckerei, Bonn 1994,  (ISBN 3-89331-206-4).